# Eldar Nizamutdinov
Bản mẫu:Eastern Slavic name
Eldar Felekhdinovich Nizamutdinov (tiếng Nga: Эльдар Фэлэхдинович Низамутдинов; sinh ngày 31 tháng 5 năm 1981) là một tiền đạo bóng đá người Nga cùng với Tatar roots. Anh thi đấu cho F.K. Shinnik Yaroslavl.

## Sự nghiệp câu lạc bộ
Năm 2009, anh được cho mượn đến F.K. Spartak Moskva tại Giải bóng đá ngoại hạng Nga.

## Danh hiệu
- Russian Second Division Zone Ural/Povolzhye top scorer: 2006 (14 bàn).